# Heimboldshausen
Heimboldshausen ist ein Ortsteil der Marktgemeinde Philippsthal (Werra) im osthessischen Landkreis Hersfeld-Rotenburg. Das Dorf liegt nordwestlich von Philippsthal. Östlich von Heimboldshausen fließt die Werra. Durch den Ort verlaufen die Landesstraße 3172 und die Bundesstraße 62.

## Geschichte
Erstmals urkundlich erwähnt wurde der Ort im Jahre 1226. In dieser Urkunde wird ein Henricus de Hemboldishusen erwähnt. Die Schreibweise des Ortsnamens änderte sich im Laufe der Jahrhunderte mehrfach: Heinbolddishusin (1279), Eyboldtishusin (1330), Heimoldeshusen (1399), Hemelshausen (1509), Hoemeltshausen (1553), Heymbolzhausen (1579) und Heimboltshaußen (1673). Geschichtlich gehört der Ort zum Landecker Amt.
Am 1. August 1972 wurde im Zuge der Gebietsreform in Hessen die bis dahin selbstständige Gemeinde Heimboldshausen mit fünf weiteren Orten zur neuen Gemeinde Philippstal zusammengeschlossen.

## Kulturdenkmale
Für die unter Denkmalschutz stehenden Kulturdenkmale des Ortes siehe die Liste der Kulturdenkmäler in Heimboldshausen.

## Verkehr
Heimboldshausen wurde Bahnknotenpunkt der Kalibahn Gerstungen–Vacha, die seit 1905 in Betrieb ist und der Bahnstrecke Bad Hersfeld–Heimboldshausen. Der öffentliche Personennahverkehr erfolgt heute durch die ÜWAG Bus GmbH mit der Linie 340.

## Persönlichkeiten
- Bettina Hoffmann (* 1960), Politikerin, MdB